# Giftermålsbalken
Giftermålsbalken var en av nio balkar i 1734 års lag som avhandlar äktenskaps ingående, upplösning och rättsverkningar. Den var gällande lag i Sverige till 1920 och i Finland till 1929. Giftermålsbalken reglerade på många sätt också kvinnans ställning och rättigheter eftersom dessa, till skillnad från mannens, skilde sig åt beroende på civilstånd. 
En ogift kvinna stod oavsett ålder under sin så kallade giftomans förmynderskap. Hon hade rätt att äga egendom, men kunde endast hantera den, så som att upprätta ett testamente, med sin förmyndares tillstånd. Giftomannen var hennes förmyndare, och hon och hennes fästman behövde hans tillstånd till giftermål: eventuellt kunde en domare ge ett sådant. Giftermål mot förmyndarens vilja resulterade i förlust av arvsrätt. Förmyndaren var i första hand fadern, som dock borde rådfråga även modern. Efter faderns död var modern förmyndare. Föräldrarna hade rätt att utse en dotters förmyndare i testamente. Var ingen utsedd, tillföll platsen i tur och ordning kvinnans bror, halvbror, farfar, morfar. Med undantag av modern, kunde endast män vara en kvinnas förmyndare: i första hand på faderns sida, i andra hand på moderns. En förmyndare kunde också utses i domstol, om den befintliga var olämplig eller ovillig. En ogift kvinna hade möjlighet att ansöka om att bli myndigförklarad, men det kunde inte ske hos en domstol utan måste göras direkt till monarken. En kvinna räknades som äktenskapsmyndig vid 15 år, en man vid 21. Äktenskap mellan släktingar var förbjudna utom mellan kusiner, som hade möjlighet att begära dispens. Detta gällde även ingifta släktingar: juridiskt sett jämställdes exempelvis giftermål mellan en man och hans brors änka med äktenskap mellan en man och hans syster. Barn födda under eller före trolovning räknades inte som utomäktenskapliga, och även kvinnan hade då samma rättighet som en gift kvinna. Före äktenskapet hade en kvinnas förmyndare (eller kvinnan själv om hon var änka) möjlighet att upprätta ett äktenskapsförord. Hon kunde då få fler förmåner och rättigheter än vad lagen tillmätte. 
Efter giftermålet blev maken kvinnans förmyndare och målsman. Han hade dock inte rätt att skänka bort eller sälja hennes egendom utan hennes tillstånd. 
En gift kvinna kunde inte sluta ett lagligt avtal utan mannens tillstånd och fullmakt. Undantaget var om maken var långvarigt frånvarande eller hade övergivit henne: hon kunde då lagligen sälja egendom för att försörja sig. Båda könen hade rätt till skilsmässa vid äktenskapsbrott, förutsatt att de inte hade haft samlag med maken sedan de fått reda på otroheten. Om båda makarna hade varit otrogna var skilsmässa inte tillåtet. Den skyldige parten fick sedan inte gifta om sig förrän den oskyldiga parten var antingen död eller omgift. Skilsmässa var också tillåtet om den ena parten hade förlupit hemmet. Villkoret var då anmälning hos en domare och verkningslös efterlysning. Skilsmässa vid osämja var tillåtet endast efter upprepade varningar och böter. Vårdnaden om barnen tillföll i första hand den oskyldiga parten vid skilsmässa. Skedde skilsmässan med båda som skyldig part fick mannen vårdnaden om barnen. Vid skilsmässa blev en kvinna som regel myndig, såvida hon inte av domare hade ansetts olämplig att förestå ett hushåll och då tilldömdes en förmyndare: detta kunde ske både om hon var skyldig eller oskyldig part. Om en frånskild kvinna var oskyldig part hade hon rätt till en del av mannens egendom: var hon skyldig part kunde hon tilldömas ett underhåll om hon bedömdes som oförmögen att försörja sig själv. En änka blev automatiskt myndig vid makens död och hade då rätt att själv sluta avtal och utöva samma rättigheter som annars hade tillkommit hennes giftoman eller förmyndare. Hennes myndighet upphörde dock igen om hon gifte om sig.  
Ett nordiskt samarbete syftade till att harmonisera lagstiftningen inom området. Resultatet var i Finland den ännu gällande äktenskapslagen (författningsnummer 13.6.1929/234). I Sverige infördes 1920 års giftermålsbalk, som numera ersatts av äktenskapsbalken (SFS 1987:230).

## På andra projekt
- Wikisource har originalverk som rör Giftermålsbalken 1734.